# Жермањи
Жермањи (фр. Germagny) насеље је и општина у источном делу централне Француске у региону Бургоња, у департману Саона и Лоара која припада префектури Шалон сир Саон.
По подацима из 2011. године у општини је живело 205 становника, а густина насељености је износила 59,08 становника/km². Општина се простире на површини од 3,47 km². Налази се на средњој надморској висини од 300 метара (максималној 358 m, а минималној 245 m).

## Демографија
| 1962. | 1968. | 1975. | 1982. | 1990. | 1999. | 2011. |
| ----- | ----- | ----- | ----- | ----- | ----- | ----- |
| 137   | 148   | 186   | 174   | 166   | 156   | 205   |

График промене броја становника у току последњих година